# Sentido (militar)
O sentido é um comando militar que o comandante de um grupamento, tropa ou pelotão ordena aos subordinados para que fiquem em uma posição de alerta ou respeito. Onde o subordinado ficar rígido, com as mãos espalmadas juntas às coxas e os braços ligeiramente curvos. As pernas deverão permanecer esticadas e entre os pés deverá haver uma abertura de 30°. Os olhos deverão mirar a frente, paralelamente ao chão.
A posição de sentido pode também ocorrer quando um militar se dirige a outro mais antigo, em posição de respeito e subordinação.
Esta posição também é tomada ao cantar o hino nacional, ou para pedir permissões.